# Aloe carnea
Aloe carnea es una especie perteneciente al género Aloe. Se encuentra en Mozambique., en las faldas y las laderas de las montañas del este, a una altitud de 900-1375 m s. n. m., en los pastizales o en parcelas abiertas en los bosques de Brachystegia.

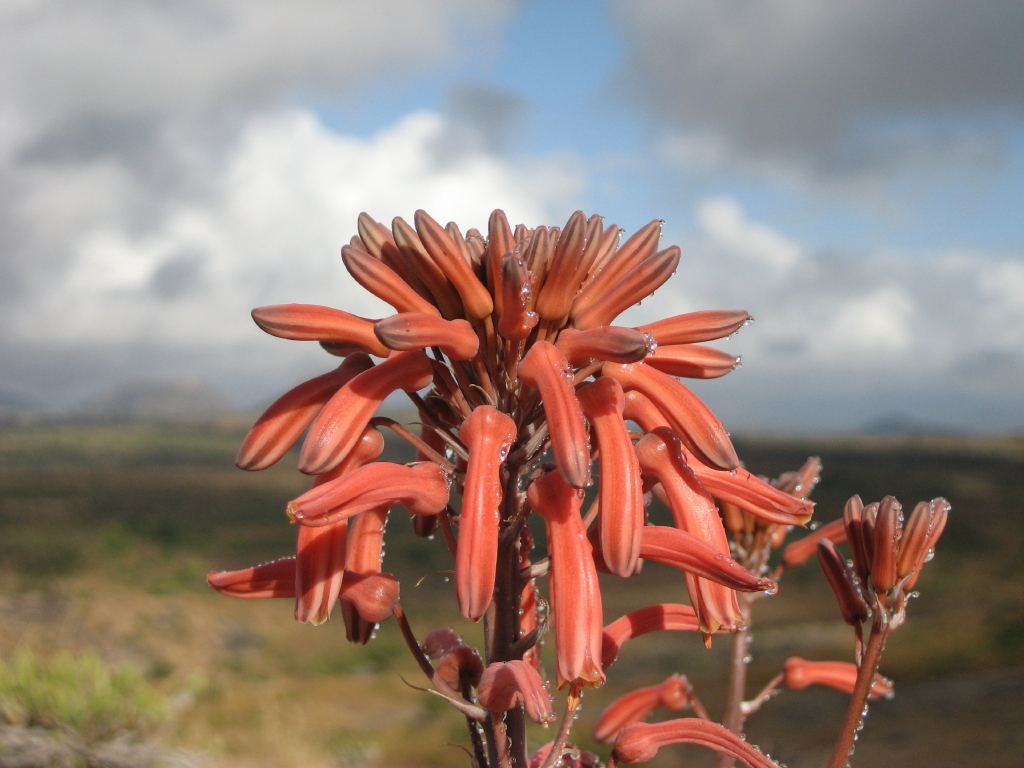
Flores

## Descripción
Es una planta suculenta, solitaria o con retoños que forman pequeños grupos, casi sin tallo o con un tallo grueso que alcanza los 20 cm de altura. Las hojas en roseta densa, la  lámina de  30 × 10,6 cm, ovado-lanceoladas, generalmente secas y retorcidas en el ápice, de 10 cm, de color verde grisáceo oscuro en la superficie superior que está claramente marcada con grandes manchas blancas alargadas a menudo en bandas transversales hacia la base, y  de color verde pálido lechoso  en la superficie inferior y sin manchas. Las inflorescencias son erectas, de 0,75-2 m de alto; en forma de racimos. Perianto de color rosa pálido.

## Taxonomía
Aloe carnea fue descrita por S.Carter y publicado en Kew Bulletin 51(4): 784, en el año 1996.
Etimología
Ver: Aloe
carnea: epíteto latino  que significa "de color carne".